# Cultura do Benim

## Religião
Acredita-se que o vodum (em francês, vodun, ou voodoo, como é vulgarmente conhecido nos Estados Unidos) foi originado no Benim e foi introduzido nas Ilhas do Caribe e em partes da América do Norte por escravos tomados desta área específica da Costa dos Escravos. A religião indígena do Benim é praticada por cerca de 60% da população. Desde 1992 o vodum tem sido reconhecido como uma das religiões oficiais do Benim, e o National Vodun Holiday é comemorado em 10 de janeiro.